# Pierre-François de Sales de Roux-Deagent de Morges
Pierre-François de Sales de Roux-Deagent de Morges est un homme politique français né en 1734 et décédé le 7 octobre 1801 à Paladru (Isère).

## Biographie
Capitaine des armées, il est élu député de la Noblesse aux États généraux de 1789 pour la province du Dauphiné. Partisan de l'Ancien Régime, il démissionne le 14 novembre 1789.